# 下石戸
下石戸（しもいしと）は、埼玉県北本市の町名。現行行政地名は下石戸一・五・六・七丁目。郵便番号は364-0028。

## 地理
北本市南部に位置する。南端は桶川市に突き出したような部分となっている。住居表示実施に伴い、北側と東側の一・五・六・七丁目のみが成立している。今後二丁目〜四丁目についても設置される予定となっている。

## 歴史
- 2016年（平成28年）8月1日 - 第15次北本市地名地番整備事業により、大字下石戸下・下石戸上・北本宿の各一部から下石戸一・五・六・七丁目が成立。同日、緑三・四丁目も成立。

## 世帯数と人口
2017年（平成29年）3月31日現在の世帯数と人口は以下の通りである。
| 丁目         | 世帯数  | 人口    |
| ------------ | ------- | ------- |
| 下石戸一丁目 | 281世帯 | 630人   |
| 下石戸五丁目 | 261世帯 | 625人   |
| 下石戸六丁目 | 287世帯 | 655人   |
| 下石戸七丁目 | 74世帯  | 206人   |
| 計           | 903世帯 | 2,116人 |

## 小・中学校の学区
市立小・中学校に通う場合、学区（校区）は以下の通りとなる。
| 丁目         | 番地 | 小学校           | 中学校             |
| ------------ | ---- | ---------------- | ------------------ |
| 下石戸一丁目 | 全域 | 北本市立南小学校 | 北本市立北本中学校 |
| 下石戸五丁目 | 全域 | 北本市立南小学校 | 北本市立北本中学校 |
| 下石戸六丁目 | 全域 | 北本市立南小学校 | 北本市立北本中学校 |
| 下石戸七丁目 | 全域 | 北本市立南小学校 | 北本市立北本中学校 |

## 交通

### 鉄道
地区東部に高崎線が敷設されているが、地区内に鉄道駅は無い。最寄りは北本駅となっている。なお、みなみ北本駅の設置が住民投票で否決された過去がある（高崎線#新駅構想を参照）。

### 道路
- 首都圏中央連絡自動車道
- 埼玉県道312号下石戸上菖蒲線

## 施設
- 三菱マテリアル
- ふたつやゴルフ場
- 北本中央幼稚園
- 東原団地公園
- 南団地中央公園
- 南団地東三角公園
- 南団地西三角公園
- 南団地西公園